# David W. Smith
Pour les articles homonymes, voir David Smith et Smith.
David Warner Smith, né en 1932, est un professeur et chercheur canadien en études littéraires. Son champ de spécialisation est le XVIIIe siècle, en particulier l’œuvre de Voltaire, d'Helvétius et de Françoise de Graffigny, de même que les questions de bibliographie matérielle et d’édition critique, surtout celle des correspondances.
Il a reçu son doctorat de l’Université de Leeds en 1961. D’abord professeur à l'Université Memorial de Terre-Neuve (1960-1963), puis à l'Université de Toronto à partir de 1963, il est professeur émérite de cette université.
En le faisant Membre honoraire en 2010, la Société canadienne d’étude du dix-huitième siècle présentait ainsi son apport à la connaissance du Siècle des lumières : « David Smith est l'un des deux membres fondateurs en 1971 de la Société canadienne d'étude du dix-huitième siècle. Éminent spécialiste d’Helvétius et de Mme de Graffigny, il leur a consacré de nombreuses études critiques, il a participé à l'édition de leurs correspondances, publiées par la Voltaire Foundation, il a préparé des bibliographies matérielles des œuvres de ces deux auteurs, et il a été le co-organisateur du colloque international “Françoise de Graffigny, femme des Lumières”, qui a eu lieu en 2014 au château de Lunéville. David Smith a aussi abondamment publié sur Voltaire. Ses activités professionnelles l'ont amené à être élu, entre 1987 et 1995, vice-président de la Société internationale d'étude du dix-huitième siècle. En plus de ses fonctions d'enseignant chercheur à l'Université Memorial, puis à l'Université de Toronto où il a dirigé plusieurs thèses de doctorat, David Smith a occupé les postes de directeur du Département de français de l'Université de Toronto durant de nombreuses années. Pour souligner la qualité et l'ampleur de ses travaux, une bourse de recherche, offerte annuellement par la Société canadienne d'étude du dix-huitième siècle, porte le nom de “Bourse de recherche D. W. Smith sur le XVIIIe siècle”. David Smith est membre de la Société royale du Canada depuis 1997.»
Rendant compte du deuxième volume de la Correspondance générale d'Helvétius, Roland Desné écrit qu’il s’agit d’« un apport majeur et fondamental à notre connaissance du 18e siècle français ». En 2017, remettant le Prix de bibliographie du Syndicat national de la librairie ancienne et moderne à David W. Smith pour sa Bibliographie des œuvres de Mme de Graffigny 1745-1855, Henri Vignes en vantait ainsi les mérites : « Cette bibliographie est un modèle de méthodologie. L’auteur a systématiquement consulté les exemplaires conservés dans plus de 150 bibliothèques occidentales, ce qui lui a permis d’identifier un grand nombre de variantes inconnues et d’établir de manière définitive la chronologie des éditions. La collation, la description précise des vignettes, du papier, rien ne manque à cette bibliographie, chaque exemplaire étant passé au crible de 17 points de contrôle qui permettent d’en déterminer l’édition. »

## Publications

### Livres

#### Études
- Helvétius : A Study in Persecution, Oxford, Clarendon Press, 1965, viii/248 p.
- A Bibliography of the Writings of Helvétius, Ferney-Voltaire, Centre international d'étude du XVIIIe siècle, coll. « Publications du Centre international d'étude du XVIIIe siècle », no 8, 2001, 452 p. Ill.  (ISBN 2-84559-006-7)  (ISSN 1298-1699)
- Bibliographie des œuvres de Mme de Graffigny 1745-1855, Ferney-Voltaire, Centre international d’étude du XVIIIe siècle, 2016, xliv/554 p. Ill.  (ISBN 978-2-84559-116-5)

#### Éditions critiques
- Helvétius, Correspondance générale, Toronto/Buffalo et Oxford, University of Toronto Press et Voltaire Foundation, 1981-2005, 5 vol. Édition critique sous la direction de David W. Smith.
- Helvétius, Œuvres complètes. T. II : De l'homme, de ses facultés intellectuelles et de son éducation, Paris, Honoré Champion, coll. « L’âge des Lumières », no 61, 2011, 656 p. Notes explicatives par Gerhardt Stenger. Établissement du texte sur le manuscrit original par David W. Smith assisté de Harold Brathwaite et de Jonas Steffen.  (ISBN 9782745321893)
- Françoise de Graffigny, Correspondance de Madame de Graffigny, Oxford, Voltaire Foundation, 15 vol., 1985-2016. Collaboration de David W. Smith.

### Articles et chapitres de livres (sélection)

#### SurVoltaire
- « Voltaire's Micromégas : In Search of the First Edition », dans Parth Bhatt (sous la dir. de), Essais en l'honneur d'Henry Schogt / Essays in Honour of Henry Schogt, Toronto, Canadian Scholars' Press, 1998, p. 231-239.  (ISBN 1-55130-001-X)
- « Robert Machuel, imprimeur-libraire à Rouen, et ses éditions des œuvres de Voltaire », Cahiers Voltaire, no 6, 2007, p. 35-57. Avec Andrew Brown, Daniel Droixhe et Nadine Vanwelkenhuyzen.  (ISSN 1637-4096)  (ISBN 978-2-84559-051-9)
- « Les relations entre Voltaire et ses libraires : Walther, Machuel et Lambert, 1748-1752 », dans François Bessire et Françoise Tilkin (sous la dir. de), Voltaire & le livre, Ferney-Voltaire, Centre international d’étude du XVIIIe siècle, coll. « Publications de la Société Voltaire », no 1, 2009.  (ISBN 978-2-84559-057-1)
- « La publication en 1748 des Œuvres complètes de Mr de Voltaire par Georg Konrad Walther, de Dresde », dans François Bessire et Françoise Tilkin (sous la dir. de), Voltaire & le livre, Ferney-Voltaire, Centre international d’étude du XVIIIe siècle, coll. « Publications de la Société Voltaire », no 1, 2009. Avec Martin Fontius et Andrew Brown.  (ISBN 978-2-84559-057-1)
- « La publication à Paris des “Œuvres” de Voltaire par Michel Lambert en 1751 », Cahiers Voltaire, no 8, 2009, p. 29-49. Avec Andrew Browm.  (ISSN 1637-4096)  (ISBN 978-2-84559-062-5)
- « Recherches bibliographiques en cours », Cahiers Voltaire, no 9, 2010, p. 227-228. Avec Andrew Brown et André Magnan.  (ISSN 1637-4096)  (ISBN 978-2-84559-066-3)
- « “Présent de l'auteur, corrigé de sa main” : les annotations de Voltaire dans une édition de ses Œuvres (Dresde, Walther, 1748) », Cahiers Voltaire, no 10, 2011, p. 41-56. Avec Andrew Brown, Martin Fontius, Sergueï Karp, André Magnan et David Williams.  (ISSN 1637-4096)  (ISBN 978-2-84559-077-9)
- « Du nouveau sur Voltaire », Cahiers Voltaire, no 11, 2012, p. 58-66.  (ISSN 1637-4096)  (ISBN 978-2-84559-096-0)
- « La publication des Œuvres de Voltaire par Walther, 1752-1770 », dans Stéphanie Géhanne Gavoty et Alain Sandrier (sous la dir. de), Les Neveux de Voltaire, à André Magnan, Ferney-Voltaire, Centre international d’étude du XVIIIe siècle, coll. « Publications de la Société Voltaire », no 4, 2017, p. 35-44.  (ISBN 978-2-84559-124-0)  (ISSN 2104-6425)
- « Pot pourri. À quel éditeur est due dans la seconde partie de l’édition originale de Zadig : Lefèvre ou Leseure ? », Cahiers Voltaire, no 17, 2018, p. 251.  (ISBN 978-2-84559-137-0)

#### SurHelvétius
- « Les correspondances d’Helvétius et de madame de Graffigny », Studies on Voltaire and the Eighteenth Century, no 265, 1989, p. 1767-1771.  (ISSN 0435-2866)
- « The Publishers of Helvétius’s De l’homme : The Société typographique de Londres », Australian Journal of French Studies, vol. 30, no 3, septembre-décembre 1993, p. 311-323
- « Cinq lettres de Nicolas-Antoine Boulanger à Helvétius », Dix-huitième siècle, no 27, 1995, p. 295-316. Avec Marie-Thérèse Inguenaud.  (ISSN 0070-6760)  (ISBN 2 13 047360 1)
- « Stratégies de publication. Le cas de l’Homme d’Helvétius », Dix-huitième siècle, no 29, 1997, p. 483-494.  (ISSN 0070-6760)  (ISBN 2-13-049245-2)
- « Le chef-d'œuvre impossible : genèse, publication et réception du Bonheur d'Helvétius », dans Beatrice Fink et Gerhardt Stenger (sous la dir. de), Être matérialiste à l'âge des Lumières. Mélanges offerts à Roland Desné, Paris, Presses universitaires de France, coll. « Écriture », 1999. Avec Marie-Thérèse Inguenaud.  (ISBN 2130500072)
- « Un disciple d'Helvétius : Martin Lefebvre de La Roche (1738-1806) », Studies on Voltaire and the Eighteenth Century, no 374, 1999, p. 29-52. Avec Marie-Thérèse Inguenaud.  (ISSN 0435-2866)  (ISBN 0 7294 0647 4)
- « Diderot et Helvétius : une amitié sans atomes crochus », dans Ulla Kölving et Irène Passeron (sous la dir. de), Sciences, musiques, Lumières. Mélanges offerts à Anne-Marie Chouillet, Ferney-Voltaire, Centre international d'étude du XVIIIe siècle, coll. « Publications du Centre international d'étude du XVIIIe siècle », no 11, 2002, p. 349-358.  (ISBN 2-84559-013-X)  (ISSN 1298-1699)

#### SurFrançoise de Graffigny
- « Les correspondances d’Helvétius et de madame de Graffigny », Studies on Voltaire and the Eighteenth Century, no 265, 1989, p. 1767-1771.  (ISSN 0435-2866)
- « The Popularity of Mme de Graffigny’s Lettres d’une Péruvienne : The Bibliographical Evidence », Eighteenth-Century Fiction, vol. 3, no 1, octobre 1990, p. 1-20.  (ISSN 0840-6286)
- « Graffigny Rediviva : Editions of the Lettres d’une Péruvienne (1967-1993) », Eighteenth-Century Fiction, vol. 7, no 1, octobre 1994, p. 71-78.  (ISSN 0840-6286)
- « La composition et la publication des contes de Mme de Graffigny », French Studies, vol. 50, no 1, juillet 1996, p. 275-283.
- « Mme de Graffigny’s Lettres d’une Péruvienne : Identifying the First Edition », Eighteenth-Century Fiction, vol. 9, no 1, octobre 1996, p. 21-36. Avec Jo-Ann McEachern.  (ISSN 0840-6286)
- « The First Edition of Mme de Graffigny's Cénie », dans The Culture of the Book. Essays from Two Hemispheres in Honour of Wallace Kirsop, Melbourne, Bibliographical Society of Australia and New Zealand, 1999, p. 201-217. Avec Jo-Ann McEachern.
- « Duclos vu par Mme de Graffigny », Studies on Voltaire and the Eighteenth Century, no 371, 1999. Avec Carole Dornier.  (ISBN 07294 0699 7)
- « Du nouveau sur Mme Denis. Les apports de la correspondance de Mme de Graffigny », Cahiers Voltaire, no 4, 2005, p. 25-56. Avec Charlotte Simonin.  (ISBN 2-84559-033-4)
- « La fortune éditoriale de Cénie à l’étranger au XVIIIe siècle », dans Marie Laure Girou Swiderski, Stéphanie Massé et Françoise Rubellin (édit.), Ris, masques et tréteaux. Aspects du théâtre du XVIIIe siècle. Mélanges en hommage à David A. Trott, Sainte-Foy (Québec), Presses de l'Université Laval, « Collections de la République des lettres », série « Symposiums », 2008, p. 323-349. Avec Charlotte Simonin.  (ISBN 978-2-7637-8649-0)
- « La correspondance de Destouches avec mademoiselle Quinault et madame de Graffigny », Revue d’histoire littéraire de la France, vol. 112, no 3, juillet-septembre 2012, p. 627-650. Avec Marie-Thérèse Inguenaud.
- « Observations de Mme de Graffigny et de Devaux sur la dramaturgie de Destouches », Lumen. Travaux choisis de la Société canadienne d’étude du dix-huitième siècle. Selected Proceedings from the Canadian Society for Eighteenth-Century Studies, no XXXII, 2013, p. 17-30. Avec Marie-Thérèse Inguenaud.  (ISSN 1209-3696)
- « Les maladies, les traitements et la mort de Madame de Graffigny », Le Pays lorrain, no 94, 2013, p. 347-352.
- « Aspects bibliographiques du paratexte chez Mme de Graffigny », Lumen. Travaux choisis de la Société canadienne d’étude du dix-huitième siècle. Selected Proceedings from the Canadian Society for Eighteenth-Century Studies, no XXXVI, 2017, p. 63-73.  (ISSN 1209-3696)
- « À la poursuite du Tombeau de la Sorbonne : de Destouches et Mme de Graffigny à Élie Luzac fils », Cahiers Voltaire, no 17, 2018, p. 61-71.  (ISBN 978-2-84559-137-0)

#### Divers
- « L’évolution des méthodes employées par les éditeurs de correspondances », dans Georges Bérubé et Marie-France Silver (sous la dir. de), La lettre au XVIIIe siècle et ses avatars. Actes du Colloque international tenu au Collège universitaire Glendon. Université York. Toronto (Ontario) Canada. 29 avril - 1er mai 1993, Toronto, Éditions du Gref, coll. « Dont actes », no 14, 1996, p. 9-19.  (ISBN 0-921916-60-4)
- « False Imprints : Identifying the Publishers of Surreptitious French Works of the Eighteenth Century », Cultura. Revista de história e teoria das ideas, vol. 9, no 2, 1997, p. 207-220
- « Les recherches en cours au Canada », dans Alberto Postigliola (sous la dir. de), La ricerca sul XVIII secolo. Un panorama internazionale, Rome, Société internationale d’étude du XVIIIe siècle, Socièta italiana di studi sul secolo XVIII, Istituto Italiano per gli Studi Filosofici, Istituto Universitario Orientale, Dipartimento do Filosofia e Politica, coll. « Materiali della Socièta italiana di studi sul secolo XVIII », 1998, p. 137-143.
- « Le vrai visage de madame Helvétius », Studies on Voltaire and the Eighteenth Century », no 374, 1999, p. 7-18. Avec Peter Allan.  (ISSN 0435-2866)  (ISBN 0 7294 0647 4)
- « La mutilation d'un discours de réception : l'admission de Liébault à l'Académie de Nancy (1755-1756) », dans Jean-Claude Bonnefont (sous la dir. de), Stanislas et son académie. Colloque du 250e anniversaire, 17-19 septembre 2001, Nancy, Presses universitaires de Nancy, 2003, p. 223-231.  (ISBN 2-86480-717-3)
- « From Green Fields to the Olive Grove », dans Être dix-huitiémiste. Témoignages recueillis par Sergueï Karp, Ferney-Voltaire, Centre international d’étude du XVIIIe siècle, coll. « Publications du Centre international d’étude du XVIIIe siècle », no 14, 2003.  (ISBN 2-84559-014-8)
- « À la recherche du Sixième sens attribué à Diderot », Recherches sur Diderot et sur l’Encyclopédie, no 43, 2008, p. 152-157. Avec Dorothy P. Arthur.  (ISSN 0769-0886)  (ISBN 978-2-9520898-0-7)
- « Nouveaux apports au dossier du Fils naturel », Recherches sur Diderot et sur l’Encyclopédie, no 48, 2013, p. 265-271.  (ISSN 0769-0886)  (ISBN 978-2-9520898-6-9)

## Distinctions
- 1997 - Membre de la Société royale du Canada
- 2010 - Membre honoraire de la Société canadienne du dix-huitième siècle
- 2017 - Prix de bibliographie du Syndicat national de la librairie ancienne et moderne, pour Bibliographie des œuvres de Mme de Graffigny 1745-1855

## Sources
- Benoît Melançon, « État de la recherche canadienne sur la littérature française du 18e siècle », Dix-huitième siècle, no 30, 1998, p. 233-243.  (ISSN 0070-6760)  (ISBN 2-13-049855-8)